# George Mead

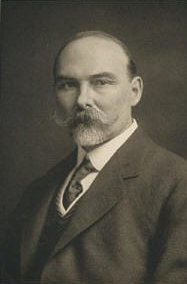
George Mead.

George Robert Stow Mead (Nuneaton, Warwickshire, Engeland 22 maart 1863 – 28 september 1933) was schrijver, vertaler, filosoof en theosoof.

## Levensloop

### Familie en opleiding
George Mead werd geboren in een militaire familie. Toch koos Mead niet voor een militaire carrière, zoals zijn vader. Zijn keuze ging naar een academische opleiding. Hij liep school in de King’s School te Rochester en daarna in het St John’s College te Cambridge. Hij behaalde zijn diploma in Klassieken in 1884.

### Theosofie
Na zijn studies ontmoette Mead twee prominente theosofen: Bertram Keightley en Mohini Mohan Chatterji. Hij werd heel sterk geïnspireerd door het werk Esoteric Buddhism van Alfred Percy Sinnett.
Tijdens zijn vrije dagen werkte hij als vrijwilliger in het Londens hoofdkwartier van de Theosophical Society. Toen hij Helena Petrovna Blavatsky voor het eerst ontmoette in mei 1887, werd hij lid van de Theosophical Society en besliste zijn leven te wijden aan de studie van de theosofie.
In augustus 1889 gaf hij zijn werk als leraar op en ging hij permanent werken met Blavatsky. Hij werkte mee aan het maandblad Lucifer, het tijdschrift van Blavatsky. Betram Keightley was toen hoofdredacteur. Sinds het eerste nummer had Mead al ontelbare artikels geschreven voor Lucifer.
Mead werkte ook als de privésecretaris van Blavatsky en hoewel hij nog zeer jong en onervaren was, vertrouwde zij hem volledig. Onvermoeibaar werkte hij voor de vereniging. In 1890 aanvaardde Blavatsky de taak van President van de Europese sectie. Mead werd, door zijn talenkennis, aangesteld als Algemeen Secretaris. Mead was nu een vooraanstaand lid van de Society.
Omdat de Britse en Europese secties nu één afdeling vormden, nam Mead ook de redactie van The Vahan (het voertuig) op zich, een maandblad over theosofische opinies en nieuws.

### Na Blavatsky's overlijden
In de eerste tijd na de dood van Blavatsky, op 8 mei 1891, verliep de organisatie van de vereniging zonder al te veel problemen. Dankzij de artikels die Mead schreef, kenden zowel Lucifer als The Vahan een groot succes. Mead gaf Bavatsky’s Theosophical Glossary uit in 1892 en publiceerde zijn eerste boek. Twee jaar lang had hij de redactie van de Europese Oriental Papers onder zijn redactie.
Mead werkte keihard en buiten zijn administratief werk en zijn lezingen was hij ook vertaler voor Europese delegaties op Conventies in Engeland. Het was onvermijdelijk dat zijn gezondheid hieronder leed. In mei 1894 kreeg hij griep en dit leidde tot volledige uitputting.

### Verdeeldheid
Binnen de Theosophical Society ontstonden problemen met William Quan Judge, een medeoprichter van de Theosophical Society in 1875. De problemen rezen, omdat de twee nieuwe leiders van de vereniging, Besant en Judge, geen contact meer hadden met de Mahatma's (Meesters), terwijl ze wel wilden doen geloven dat het contact sinds Blavatsky's overlijden ononderbroken was en ze oorspronkelijke brieven van hen ontvingen. Mead trachtte zo neutraal mogelijk te blijven. Een comité kwam in juli 1894 samen en concludeerde dat Judge in de fout was gegaan. Zijn tegenargumenten werden echter aanvaard. Door deze problemen waren de leden van de Society in twee kampen verdeeld. Het merendeel van de Amerikaanse leden hadden zich achter Judge geschaard. Toen Mead vreesde dat de hele zaak zou escaleren, schreef hij op persoonlijke titel een brief, gericht aan de Europese Sectie. De brief werd, samen met The Vahan, aan alle leden gezonden. Later werd hij gepubliceerd in Lucifer. Mead die zich tot dan toe op de achtergrond had gehouden, verwoordde hierin zijn eigen mening en dit liet een diepe indruk na bij de leden. Volgens Alice Leighton Cleather, een medelid van de Innerlijke Groep van de Esoterische Sectie, volgde Mead, samen met de heren Old en Sturdy de richting van Annie Besant (en haar 'intermediair' en inspirator Charles Webster Leadbeater).

### Schrijver
Na de zaak Judge keek Mead uit naar meer vredige tijden. Hij kende een enorm succes als schrijver. In 1897 besloot hij zich op zijn literair werk te concentreren en nam ontslag als Generaal Secretaris van de Europese Sectie. Lezingen bleef hij wel geven in Zweden, Engeland en Nederland. 
Door zijn ontslag moest hij het redacteurschap voor The Vahan opgeven. Hij zette zich opnieuw volledig in voor Lucifer, waarvan hij al mederedacteur was, samen met Annie Besant. Mead veranderde de, volgens hem ongelukkig gekozen, naam Lucifer in The Theosophical Review.
Mead had een heel goede reputatie als Engels schrijver. Zijn werken omvatten studies over de spirituele beginselen van Christelijk Gnosticisme en religie in de Grieks-Romeinse wereld. Hij wijdde al zijn energie aan het bestuderen van gnosticisme, hellenisme, judaïsme en christendom.
Hij was tevens vertrouwd met Sanskriet teksten, boeddhistische gedachten en de problemen van hedendaagse filosofie en psychisch onderzoek. 
In 1906 verscheen een serie van monografieën onder de titel: Echoes from the Gnosis; een overzicht van zijn inzichten in de vorming van het Gnostisch wereldbeeld. Mead had toen al een aantal werken gepubliceerd over de beginjaren van het christendom en over de theosofie van de Grieken.

### Huwelijk
Mead huwde, tussen 1895 en 1901, Laura Cooper, een prominent theosofe en zuster van theosofe Isabel Cooper-Oakley.

## Werken
- Simon Magus - 1892
- Orpheus - 1895/1896
- Pistis Sophia: The Books of the Savoir - 1896,1921
- Fragments of a Faith Forgotten - 1900
- Apollonius of Tyana - 1905
- Corpus Hermeticum
- The Hymns of Hermes
- The Gnosis of the Mind
- The Outer Evidence as to the Autority and Authorship of the Gospels
- Commentary on the Pymander
- The Synoptical Problem
- The Fourth Gospel Problem
- Introduction to Pistis Sophia
- Gnostic John the Baptizer: Sections from the Mandæan John Book
- Did Jesus Live 100 BC?
- Address read at H.P. Blavatsky’s cremation
- Concerning H.P.B.
- Doctrine of the Subtile Body in Western Tradition

## Nederlandse boeken in druk beschikbaar
- Zegezangen van Hermes' Gnosis - George Mead en zijn fascinerende zoektocht naar de bronnen van de Westerse mysteriewijsheid, Rozekruis Pers, ISBN 978-90-673-2353-6
- Visioenen, mysteriën en ritualen - George Mead en zijn wonderbaarlijke teksten van Arideus, Mithras en de Chaldedeeuwse mysteriën, Rozekruis Pers, ISBN 978-90-673-2426-7

- Biblioteca Nacional de España: XX1320235
- Bibliothèque nationale de France: cb13498651m (data)
- Catàleg d'autoritats de noms i títols de Catalunya: 981058521722506706
- CiNii: DA10751440
- Gemeinsame Normdatei: 117722871
- International Standard Name Identifier: 0000 0001 1019 7976
- Library of Congress Control Number: n50042172
- Nationale Bibliotheek van Letland: 000083781
- Nationale Bibliotheek van Tsjechië: zmp20231174474
- Nationale bibliotheek van Australië: 35197240
- Nationale Bibliotheek van Israël: 987007265103305171
- Nederlandse Thesaurus van Auteursnamen: 073899038
- SNAC: w6hg1z7d
- Système universitaire de documentation: 067024246
- Trove: 860951
- Virtual International Authority File: 166616
- WorldCat: E39PBJqfMQwvpRkyqCP9CHxv73